# Oja (Flöte)

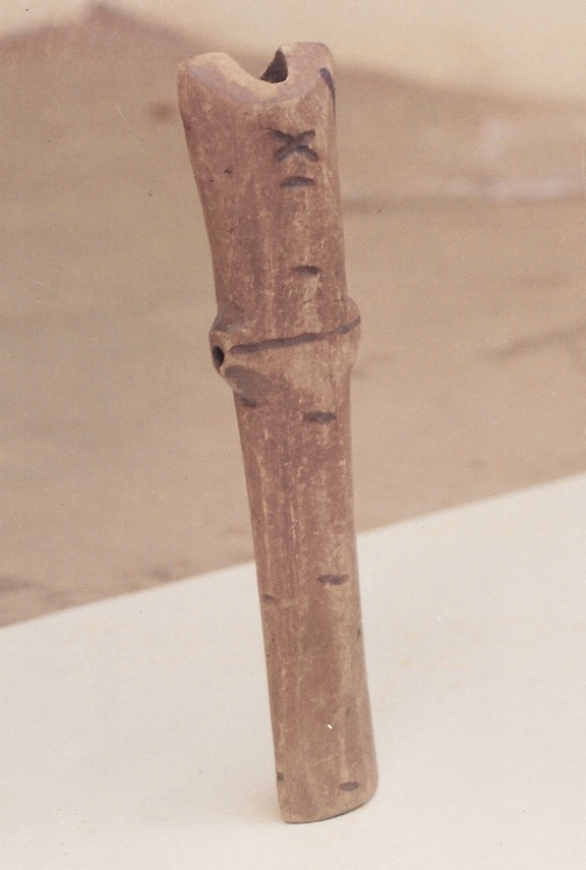
Oja

Oja ist eine kurze, hoch tönende Längsflöte mit einer breiten Anblasöffnung, zwei seitlich gegenüber auskragenden Grifflöchern und einer schmäleren Spielröhre, die von den Igbo im Süden Nigerias bei zeremoniellen Anlässen (Übergangsfeiern, Verehrung bedeutender Persönlichkeiten) und zur Unterhaltung gespielt wird. Die aus Holz geschnitzte oja, eine Kerbflöte mit Merkmalen einer Gefäßflöte, ist das beliebteste Blasinstrument der Igbo, das solistisch und in jedem traditionellen Ensembletyp verwendet werden kann. Die oja ist ein wesentlicher identitätsstiftender Bestandteil der traditionellen Kultur der Igbo, sie ist von Herkunftsmythen umrankt und ihr werden magische Fähigkeiten zugesprochen. Als Surrogatsprache eingesetztes Flötenspiel ist für Kenner verständlich.
Eine ähnliche Form haben unter anderem die aflekungkwe der Fon in Benin und Togo. Darüber hinaus bezeichnet oja bei den Igbo auch quer geblasene Rohrflöten und Flöten allgemein. Die yua in Nordghana hat mit der oja die beiden gegenüberliegenden Grifflöcher und das verdickte obere Ende gemeinsam, ist aber unten geschlossen.

## Herkunft und Verbreitung
Mittelalterliche Geographen und Afrikaforscher wie al-Bakrī im 11. Jahrhundert und Ibn Battūta im 14. Jahrhundert berichteten über die Verwendung afrikanischer und aus der islamischen Kultur stammender Musikinstrumente im Norden Nigerias wie Naturhörner (quer geblasene Elfenbeintrompeten, von Ibn Battūta būq genannt), Langtrompeten (nafīr), Kegeloboen (algaita) und Längsflöten. Vom bedeutenden König Idris Alaoma, der Ende des 16. Jahrhunderts Bornu im Nordosten Nigerias regierte, ist aus der Chronik des Ibn Furtu zu erfahren, dass er bei der Belagerung der Stadt Amsaka (südlich des Tschadsees) Langtrompeten (kakaki) und Flöten blasen ließ. Rituell verwendete, quer geblasene Hörner, längs geblasene Trompeten aus Kalebassen oder aus Holz und Längsflöten gehören zur alten afrikanischen Tradition. Querflöten sind gegenüber Längsflöten in Afrika in der Minderzahl, ebenso Ensembles aus mehreren Eintonflöten unterschiedlicher Tonhöhen (wie die ju-Flöten auf dem Jos-Plateau in Zentralnigeria) gegenüber solchen aus Eintontrompeten.
Diese polyphonen Flöten-Ensembles von Zentralnigeria haben musikalische Parallelen im Chorgesang und in der Xylophonmusik. Auf dem Jos-Plateau werden auch mehrtönige Kerbflöten mit Fingerlöchern gespielt, während im Norden des Landes entsprechend der arabischen nay schräg angeblasene Endkantenflöten aus Rohr (wie die saréwa der Hausa mit vier Fingerlöchern) verbreitet sind. Nach Süden zu treten an die Stelle der Eintonflötenensembles im Gebiet der Mada-Sprachen (Bundesstaaten Nassarawa und Kaduna) Panflöten aus vier verbundenen Rohrpfeifen. Daneben kommen in diesem Gebiet Kerbflöten aus Rohr (sharuwa) mit vier Fingerlöchern vor, die in Ensembles von bis zu 20 Musikern gespielt werden. Daneben sind kugelförmige Gefäßflöten aus der Fruchtschale von Oncoba spinosa mit zwei Grifflöchern bekannt.
Die im zentralen Bundesstaat Plateau lebenden Tarok (Tarokoid-Sprecher) verwenden als beliebteste Flöte die Kerbflöte ngapak, die wohl früher als Signalinstrument diente und der oja entspricht. Jäger verständigen sich mit der ngapak, ohne die Wildtiere aufzuscheuchen, und Händler machen an Markttagen untereinander auf sich aufmerksam.
Die Form der oja stimmt des Weiteren mit der aflekungkwe der Fon überein, für die Gerhard Kubik (1989) entsprechend ihrer Verbreitungsregion im ehemaligen Königreich Dahomey den in der französischen Literatur geläufigen Namen flûte dahoméenne als „Dahomey-Flöte“ übernimmt. Anderssprachige Bezeichnungen für Flöten sind neben oja und dem lautähnlichen ogbo Tiv imar, Ebira (Igbirra) ipe und sariwa für eine lange Holzflöte bei den Fulani. Bezeichnungen für die Flöte in Igala sind olili und ufele. Mehrere Ethnien in Nordghana verwenden die – gedackte – kurze Holzflöte yua solistisch zur Unterhaltung, als Signalpfeife und in Ensembles mit bis zu sechs Flöten zusammen mit Trommeln.
Die Igbo haben zwei Kriterien, um ihre Musikinstrumente zu klassifizieren: nach der Tonproduktion und nach der kulturellen Wertschätzung. Gemäß dem ersten, auf das Musikinstrument selbst bezogenen Kriterium gehören Flöten (oja), Hörner (opi) und Trompeten (odu) zur Kategorie ifu („blasen“). In ihrer kulturellen Bedeutung stehen Blasinstrumente bei den Igbo über den Saiteninstrumenten, denn Flöten und Trompeten haben neben ihrer Verwendung als Melodieinstrumente wesentliche rituelle Funktionen, während Saiteninstrumente nur musikalisch eingesetzt werden.
Neben der oja verwenden die Igbo die Bambuslängsflöte mit fünf Grifflöchern nwakpo, die Bambusflöte opi-nta, die Holzflöte mit Schallbecher opi-ukwu und die Gefäßflöte ugene oder oja-ufele aus Ton mit einem Fingerloch.

## Bauform
Bernhard Ankermann (1901) führt Flöten vom Typ der oja in einer Gruppe unterschiedlich geformter Signalpfeifen ohne oder mit typischerweise zwei seitlichen Grifflöchern an. Die meisten bestehen aus Holz, einige waren zu Ankermanns Zeit auch aus kleinen Antilopenhörnern gefertigt. Daraus ergibt sich eine stark konische Form mit einer breiten Anblasöffnung und einem kleinen Loch am fernen Ende. Zu dieser Gruppe der Signalpfeifen gehören auch kurze, ungefähr ovale Gefäßflöten aus Holz in Ostafrika oder aus Elfenbein im Kongo, die unten geschlossen sind und zwei seitlich nach außen ragende Grifflöcher besitzen. Eine besondere Variante dieser an der Anblasöffnung sehr breiten und am unteren Ende schlanken Flöten ist die aus einer kugelrunden Gefäßflöte und einem Flötenrohr zusammengesetzte ombgwe im  südlichen Afrika.
Nach ihrer Form ein Bindeglied zwischen der ombgwe und der oja stellt die Holzflöte imar der Tiv dar. Sie besteht aus einem halbrunden oberen Abschnitt mit einer breiten muldenförmigen Anblaskante und einer zylindrischen Spielröhre mit drei Grifflöchern in einer Reihe. Die Erklärung für die Form der imar liefert der Herkunftsmythos der Tiv: Die Kosmogonie beginnt demnach mit dem Himmelsgott A’Ondo und seinen Söhnen Tiv und Uke. Tiv war der Vater von Po’or, Chongo und Pusu. Als Po’or starb, hinterließ er nichts, weshalb einer seiner Brüder einen Knochen von ihm als Andenken aufbewahrte. Als dieser Knochen irgendwann verlorenging, wurde er durch einen Menschenknochen mit einem metallenen Kopf und Augen aus Steinen, Metall oder Kaurischnecken ersetzt. Das gesamte Objekt ist als menschliche Figur gestaltet, zu der ein mittiges Loch als Bauchnabel gehört. Es wird imborivungu genannt und repräsentiert das bedeutendste der großen Sakralobjekte (akombo) der Tiv. Die für die Tiv charakteristische Figur imborivungu wurde rituell verehrt, aber als rituelles Blasinstrument diente üblicherweise der auch anderswo vorkommende Flötentyp der imar.
Wie die imar wird die oja aus einem Stück Holz angefertigt. Das Holz besteht aus drei Abschnitten, die durch Einkerbungen getrennt sind: aus einem kurzen breiten Oberteil mit einer in die ovale Form halbrund ausgeschnittenen Anblaskante, einem seitlich auskragenden Mittelteil mit jeweils einem Griffloch in dessen Spitzen auf beiden Seiten, und als längstem Teil einer etwas schmäleren konischen Spielröhre. Hierfür wird ein Loch längs durch das Holzstück und ein weiteres quer durch das Mittelteil gebohrt. Traditionell werden Röhre und Grifflöcher mit einem glühend gemachten Eisenstab (Nagel) ausgebrannt. Je nach Hersteller erfolgt das Ausbrennen mit dem glühenden Eisenstab nur von einer Seite oder von beiden Seiten. Der unterschiedliche Verlauf des Röhreninneren ist auf Röntgenbildern zu erkennen. Eine typische oja misst 15 bis 20 Zentimeter in der Länge und etwa 4 Zentimeter mittig in der Breite. Die beiden seitlichen Öffnungen werden beim Spiel mit dem Daumen und Zeigefinger der linken Hand verschlossen, während das untere Ende der Flöte mit dem Mittelfinger der rechten Hand verschlossen wird.
Die breite Form des Oberteils wird mit einer Herkunftslegende erklärt. Demnach war die Vorläuferin der oja eine Gefäßflöte aus einer bei den Igbo ugene genannten Fruchtkapsel von einem zur Familie der Topffruchtbaumgewächse (Lecythidaceae) gehörenden Busch. Die reife Frucht fällt zu Boden, die fleischigen Anteile vertrocknen mit der Zeit, lösen sich ab und lassen eine verholzte Schale zurück. Mit einem großen Anblasloch und zwei seitlich eingebohrten kleineren Grifflöchern wird die annähernd runde Kapsel zur Gefäßflöte. Der Spieler hält sie mit einer Hand, deren Daumen und Zeigefinger die Grifflöcher verschließen.
Die oja wird üblicherweise aus dem Holz von akanta geschnitzt, einem kleinen Baum der Art Rauvolfia vomitoria (Gattung Schlangenwurz), der zur Herstellung heiliger Objekte wie Masken und Götterfiguren sowie für andere rituell verwendete Musikinstrumente (Trommeln, Schlitztrommeln) dient. Vor der Verarbeitung sollte das Holz mindestens drei Monate getrocknet sein. Andere Holzarten sind osisi egbu, ein weiches helles Holz, oder das härtere Holz ogilisi. Vor der ersten Verwendung wässern manche Musiker die Flöte und lassen sie danach in der Sonne trocknen, was angeblich das Holz fester machen und für die richtige Klangqualität sorgen soll. Diesem Zweck soll auch in die Löcher eingetropftes Palmöl dienen. Für den Musiker bewirken solche Behandlungen auch eine Art der persönlichen Aneignung des Instruments.
Eine für akustische Untersuchungen an der University of Nigeria in Nsukka ausgemessene oja ist von der Anblasöffnung bis zur Querbohrung 6,2 Zentimeter und von dort bis zum unteren Ende 11,7 Zentimeter lang. Der Innendurchmesser der Spielröhre beträgt bis zur Querbohrung 2,5 Zentimeter und im unteren Bereich 0,5 Zentimeter, ebenso viel wie der Durchmesser der Querbohrung. Der gemittelte Höreindruck einschließlich weniger unharmonischer Obertöne wurde mit den sechs möglichen Griffkombinationen gemessen: Bei allen drei Grifflöchern geschlossen 660 Hz (e2), bei einem seitlichen Griffloch offen und den anderen geschlossen 740 Hz (f2), bei beiden seitlichen Grifflöchern offen und dem unteren Loch geschlossen ergaben sich 786 Hz (g2), bei beiden seitlichen Grifflöchern offen und dem unteren geschlossen 520 Hz (c2), bei einem seitlichen Griffloch offen und den anderen beiden geschlossen 620 Hz (dis2) und bei allen Grifflöchern offen 880 Hz (a2).
Oja klingen generell hoch. Andere Flöten dieses Typs sind zwischen 14 und 26 Zentimeter lang. Nach ihrer Größe und Funktion werden vier Flöten namentlich unterschieden. Die kürzesten Flöten werden oja-mmanwu („Flöte für Maskentänze“) oder oja-okolobia („Flöte für initiierte junge Männer“) genannt und für Sprechgesänge verwendet. Die am tiefsten klingenden Flöten heißen oja-igede (Trommelmusik-Flöte) und werden für die Kommunikation verwendet. Des Weiteren wird die mittlere Tonlage der oja-ukwe („singende Flöte“) unterschieden, die bei allen Arten von Frauentänzen zum Einsatz kommt.
Die aflekungkwe der Fon in Benin ist rund 20 Zentimeter lang. Die ähnliche Form wird in zwei Abschnitte eingeteilt. Der obere Teil vom Anblasloch bis zur rechtwinkligen Querbohrung (Fon osovi) heißt „Kopf“ und die leicht konische Spielröhre mit ihrer zylindrischen Bohrung (oso) „Schwanz“, die Flöte wird demnach als zoomorphes Wesen vorgestellt. Der Innendurchmesser im oberen Abschnitt ist etwa dreimal größer als in der unteren Röhre. Die beiden seitlichen Grifflöcher werden mit Daumen und Mittelfinger der linken Hand und das untere Griffloch wird mit dem Zeigefinger der rechten Hand verschlossen. Sind alle drei Grifflöcher verschlossen, erklingt der Grundton, der ungefähr in die höhere Quinte überblasen werden kann. Ein geöffnetes Seitenloch ergibt einen Ton von einer Sekunde über dem Grundton.

## Spielweise

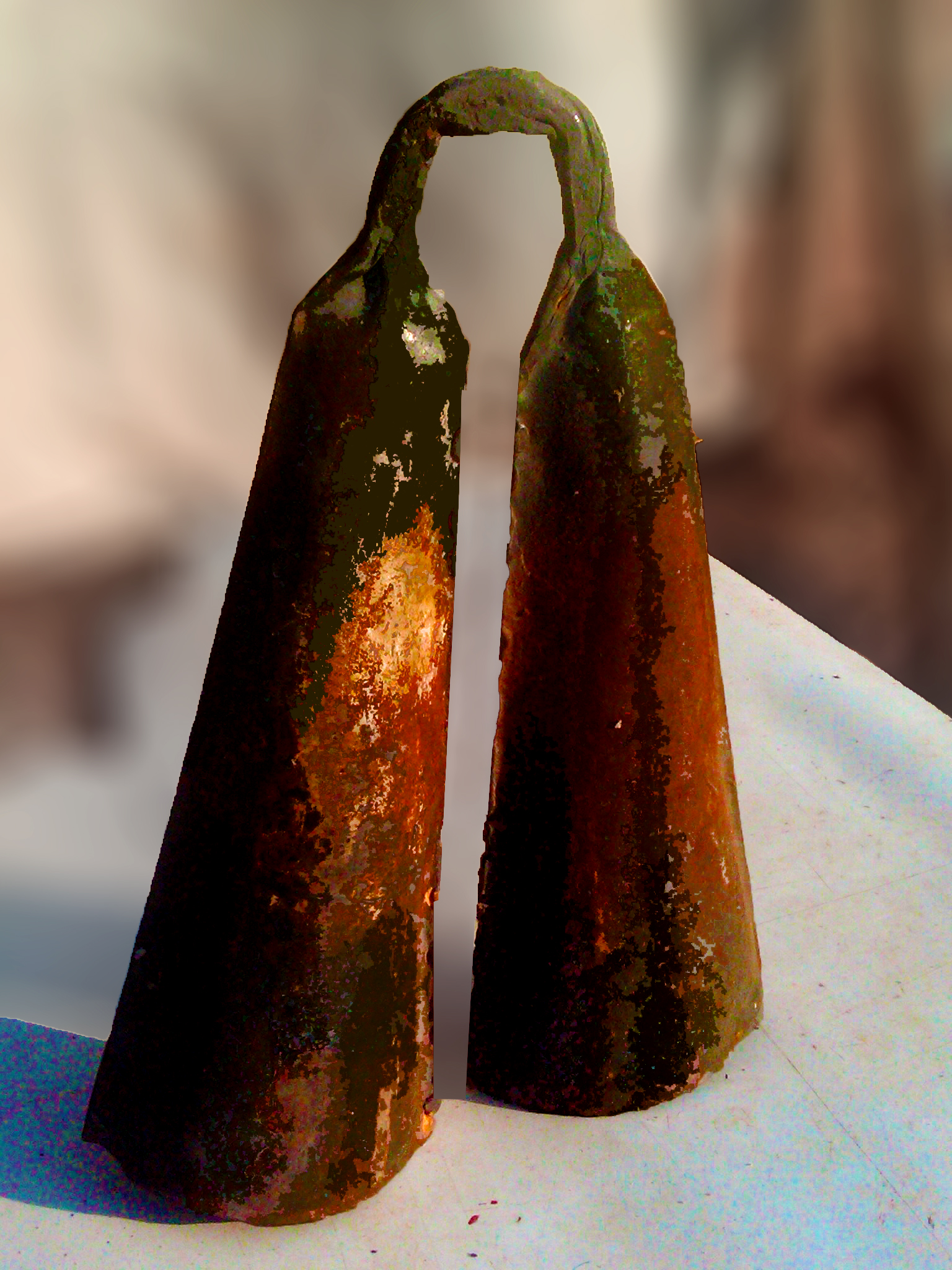
Bügeldoppelglocke ogene der Igbo

Der scharfe durchdringende Ton der oja beherrscht stets den Gesamtklang eines Orchesters. Die häufigsten Anlässe für die Aufführung zeremonieller Musik sind Begräbnisse von bedeutenden Personen, öffentliche Bekanntmachungen, jahreszeitliche Feste, Besuche von hochrangigen Staatsbediensteten und anderen Würdenträgern sowie Ringerwettkämpfe. Die Musik für Ringerwettkämpfe (egwu mgba) wird üblicherweise von einem Ensemble mit großen Xylophonen ngedegwu (zwei Holzstäbe oder Rundhölzer, die über einem Eimer als Resonator liegen), Doppelschlitztrommeln ekwe, einer Doppelglocke ogene (ogele) und einer oja begleitet. Die Musiker wollen den zu ihrer Sozialgruppe Gehörenden der beiden Kontrahenten anfeuern. Alternativ begleitet das Trommelspiel mgba die Ringerwettkämpfe.
Bei Begräbniszeremonien bedeutender Persönlichkeiten führen enge Verwandte des Verstorbenen Tänze auf und preisen in Reden dessen herausragende Qualitäten. Die Aufführungen mit Totenklagen werden ekwe dike („Musik für die Tapferen“) genannt. Das begleitende Musikensemble spielt eine Reihe von Schlitztrommeln ekwe, ein Paar Gefäßrasseln oyo, eine oja und gelegentlich eine Doppelglocke ogene. Im Zusammenspiel der Instrumente entsteht eine polyrhythmische Struktur.
Die kurze Flöte oja-okolobia gehört zur Musik für Männertänze. Sie dient jungen Männern zur Markierung von Tanzschritten izo okika, mit denen sie ihre Kraft demonstrieren wollen. Dazu gehören stilisierte, kämpferisch wirkende Körperbewegungen. Die Tanzschritte sind durch heftiges Stampfen mit den Füßen charakterisiert und werden durch synchrones Flötenblasen verstärkt. Eine regionale Tanzform ist der atilogwu.
Die ebenso kurze Flöte oja-mmanwu für Maskentänze ist die einzige der vier Flöten mit einer rituellen Funktion. Der Maskenkult gehört zur Initiationszeremonie junger Männer, um deren genaue Durchführung ein Geheimnis gemacht wird. Die schnelle Spielweise dieser beiden Flöten verlangt vom Musiker eine besondere Atemkontrolle, um mit starkem Blasdruck die gewünschten kräftigen Töne einschließlich Obertöne hervorzubringen und zugleich akrobatische Übungen zu vollführen.
Die zur Tanzmusik der Frauen gehörende oja-ukwe heißt „singende Flöte“, weil sie die Melodielinie der Gesangsstimme wiederholt, entweder in der Form Call and Response oder in einer parallelen Bewegung der melodischen Phrasen, die wiederum mit den Tanzschritten verbunden sind. Diese Melodien heißen itu ukwe (Musik für Frauentänze). Körper- und Handbewegungen der Tänze sollen im Gegensatz zu den Männertänzen Eleganz und Geschmeidigkeit ausdrücken. Die Tänzerin erweckt den Anschein, als wolle sie mit den erhobenen Füßen hart auf den Boden stampfen, senkt sie jedoch weich ab. Nach einem einführenden Flötenspiel, einer Art „Aufruf zum Tanz“, fragt der Flötist die Tänzerin, ob sie zu bestimmten melodischen Phrasen tanzen möchte oder kann und die Tänzerin zeigt daraufhin jeweils die entsprechenden Tanzbewegungen.
Die zur sprachlichen Übermittlung dienende längste Flöte oja-igede gilt als am schwierigsten zu spielen. Typisch sind melodische Phrasen, die eine Begrüßung ausdrücken. Die längste dieser Phrasen, ekenekwamunuo, bedeutet „ich grüße euch alle“. Der Namenszusatz igede bezieht sich auf die Trommelmusik (mit Trommeln und Schlitztrommeln), die bei Bestattungszeremonien aufgeführt wird.
Der Tanzstil atilogwu ist ein traditioneller Tanz der Jugend hauptsächlich im Bundesstaat Anambra im Zentrum des Igbo-Siedlungsgebiets. Ursprünglich stammt der atilogwu von den Bauern in den Udi Hills nahe der Stadt Enugu. Die jungen Männer benötigen beträchtliche Körperkraft, Beweglichkeit und Ausdauer, denn der Tanz wird unter Umständen über mehrere Stunden in der Mittagshitze aufgeführt, angefeuert von den zuschauenden Frauen. Die akrobatischen Bewegungen sind schwer zu erlernen, was den Namen des Tanzes atilogwu, „Magie haben“, erklärt, eine anscheinend für die Tänzer hilfreiche Eigenschaft. Die Begleitmusik bestand Mitte des 20. Jahrhunderts neben der oja nicht aus Trommeln, sondern ausschließlich aus  Idiophonen: der hoch klingenden Doppelglocke ogene, dem Xylophon gedegwu mit einem oder zwei Klangstäben über einem Tontopf als Resonator, der Schlitztrommel ekwe und der kleinen geflochtenen Gefäßrassel osha. Heute sorgt die übliche Besetzung oja, Doppelglocke ogene und Trommeln für das Tempo des Tanzes, der von fünf oder sechs Tänzern aufgeführt wird.
In der Nollywood-Filmindustrie ist die oja ein beliebtes Instrument für Soundtracks. In Einzelfällen wird die oja wie andere traditionelle Instrumente der Igbo für Kompositionen der Kunstmusik eingesetzt. Umgekehrt schrieb der zu den Igbo gehörende Komponist Joshua Uzoigwe (1946–2005) eigens für klassische Orchester mit westlichen Musikinstrumenten. Er lässt diese Instrumente aber so spielen, dass sie wie traditionelle nigerianische klingen. Beispielsweise spielt in der Komposition Oja die Querflöte wie eine oja und das Fagott ahmt die zweifellige konische Röhrentrommel ìyáàlù bàtá der Yoruba nach.

## Kulturelle Bedeutung

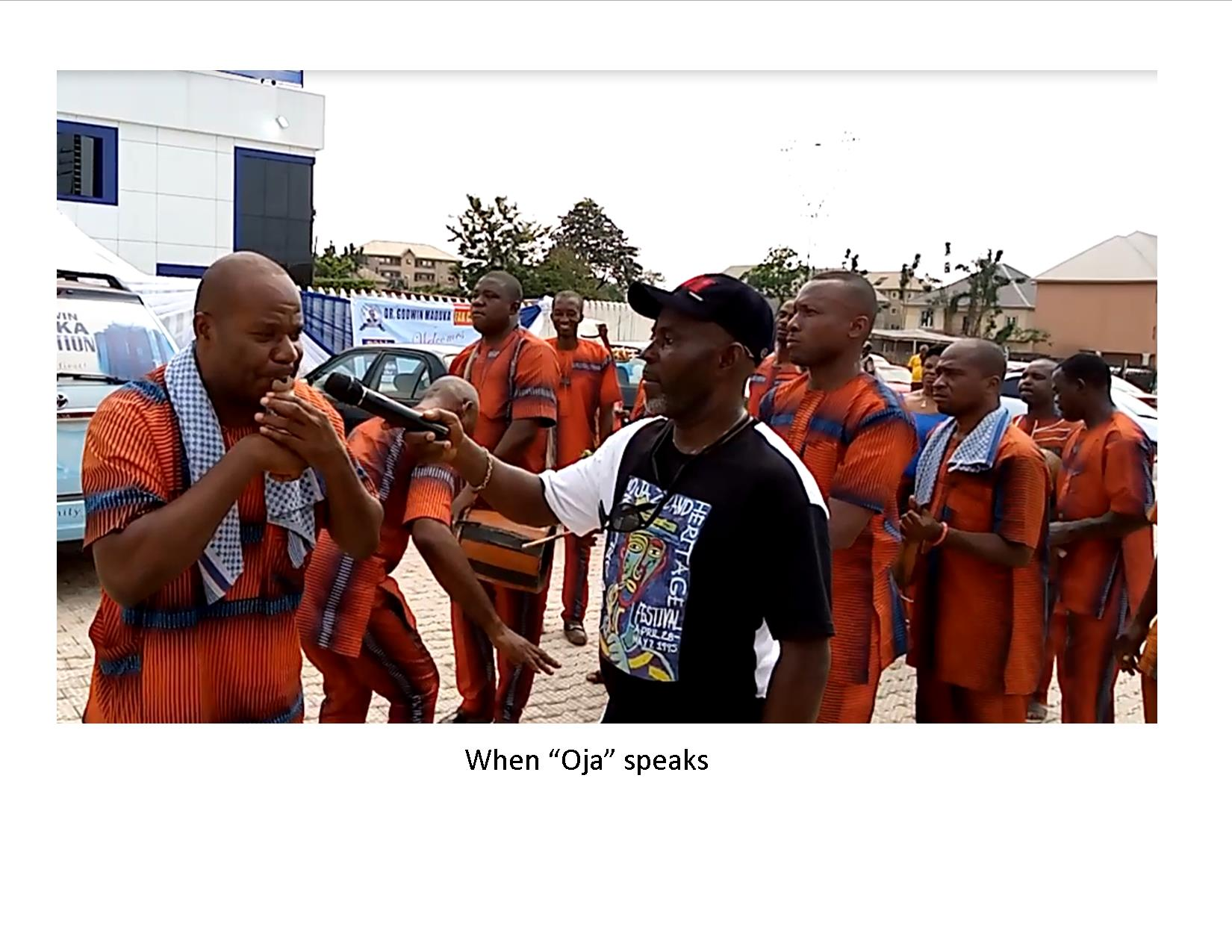
Die oja „spricht“ beim Maskentanzfest Ugo in Awka.

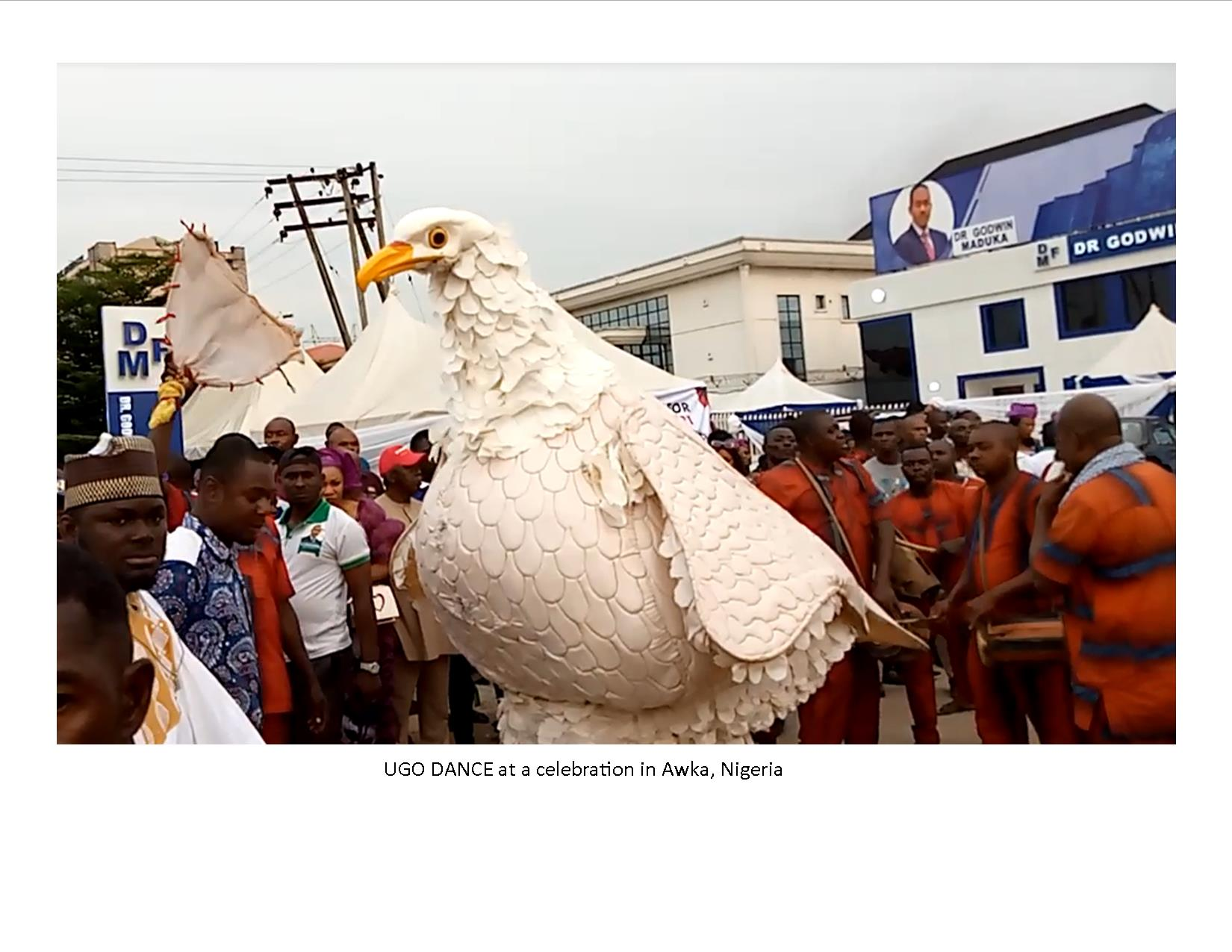
Oja und Trommeln spielen in Awka für diese Hühnermaske, die ugo, einen „Adler“, allgemein einen tagaktiven Raubvogel darstellen soll.

Die oja bildet den Kern der traditionellen Igbo-Musik bei gesellschaftlichen Anlässen und Übergangsfeiern von Taufen über Hochzeiten bis zu Begräbnissen. Mythen zufolge hat die oja magische Fähigkeiten, um Tote wieder zum Leben zu erwecken. Zumindest versetzt die oja Tänzer aller Altersstufen in einen jugendlichen Schwung, wenn sie zu ihren Rhythmen tanzen. Die magischen Eigenschaften der Flöte, mit denen sich angeblich auf das Verhalten von Geistern einwirken lässt, schließen Frauen von ihrem Spiel aus, denn, so heißt es in einem Sprichwort: Wem die Frauen auf der Flöte vorspielen, der geht hinüber in die Welt der Geister.
Afrikanische Flöten dienen allgemein bei Tanzaufführungen als Kommunikationsmittel für sprachliche Aussagen und Gefühle, die entschlüsselt werden müssen. Insofern hat die Flöte eine besondere Bedeutung bei religiösen Ritualen und Bestattungszeremonien, bei denen es darum geht, mit jenseitigen Stimmen Kontakt aufzunehmen. Mit der Flöte sollen die verstorbenen Ahnen angesprochen werden. In manchen Gegenden Nigerias hofft ein Wanderer, der sich im Wald verlaufen hat, darauf, dass seine magischen Flötentöne ihm den richtigen Weg weisen. Für die Kommunikation mit den Ahnen, die in einem Zustand der Besessenheit erfolgt, bedeutet das Flötenspiel – wie das Blasen eines Mirlitons – eine Maskierung der Stimme. Der Klang der Stimme, mit welcher der Ahn aus dem Maskenträger spricht, soll gegenüber der menschlichen Stimme verändert sein und furchteinflößend klingen. Entsprechend heißt das Flötenspiel egwu mmanwu, „Musik für Maskerade“. Besonders in Nigeria herrscht die Vorstellung, dass die Stimmen der Ahnengeister durch Repräsentationsobjekte der Götter oder durch „sprechende“ Musikinstrumente wie Flöten, Hörner und Trommeln gehört werden. Die Sprache der Flöte ist eine Surrogatsprache, bei der gesprochene Silben durch den Klang eines Musikinstruments ersetzt werden. Auf der Bedeutungsebene ist sie kein persönliches Zwiegespräch zwischen einem Menschen und einem Ahnengeist, sondern findet durch einen Prozess der Abstraktion auf einer symbolischen Ebene statt. Für die Ritualtänze hat die Flöte dabei eine hauptsächlich rhythmische Funktion und durch immer wildere Bewegungen geraten Tänzer und Flötenspieler in einen tranceartigen Zustand.
Für allgemeine Zwecke wird die oja-Surrogatsprache in der gesamten Igbo-Region eingesetzt. Igbo ist eine einfache Tonsprache, die nur zwei Tonhöhen kennt, während in anderen Sprachen in Nigeria Bedeutungsunterschiede mit drei oder mehr Tonhöhen ausgedrückt werden. Neben der oja dienen in Nigeria die Sanduhrtrommel dundun (oder iya ilu) der Yoruba und die Schlitztrommel ùfiè als Surrogatsprache. Die Igbo verwenden oder verwendeten zu diesem Zweck außer der oja die große Schlitztrommel ikoro (früher ein Signalinstrument bei Gefahr), die kleine tragbare Schlitztrommel ekwe, das Antilipenhorn opi, die Elfenbeintrompete odu, die Doppelglocke ogene, die hölzerne Zylindertrommel igba und die Glocke mgbirimgba (auch zur Verständigung von Heilern mit Geistern).
Eine Untersuchung von 2021 ergab, dass die Tonhöhe und der Rhythmus der gesprochenen Sprache recht genau in die Sprache der Flöte übertragen werden. Über gleichbleibende Toneme (Tonphänomene von relativer Höhe) können sich Musiker durch die Flöte über regionale Igbo-Dialekte mit unterschiedlichen Phonemen (etwa /r/ und /l/ Lautverschiebungen) hinweg verständlich machen. Die Teilnehmer waren in der Lage, typische sprachliche Aussagen in beiden Richtungen zwischen Flötenspiel und gesprochener Sprache zu übertragen, lediglich einzelne Wörter ohne Kontext und manche Dialektwörter erkannten sie nicht.

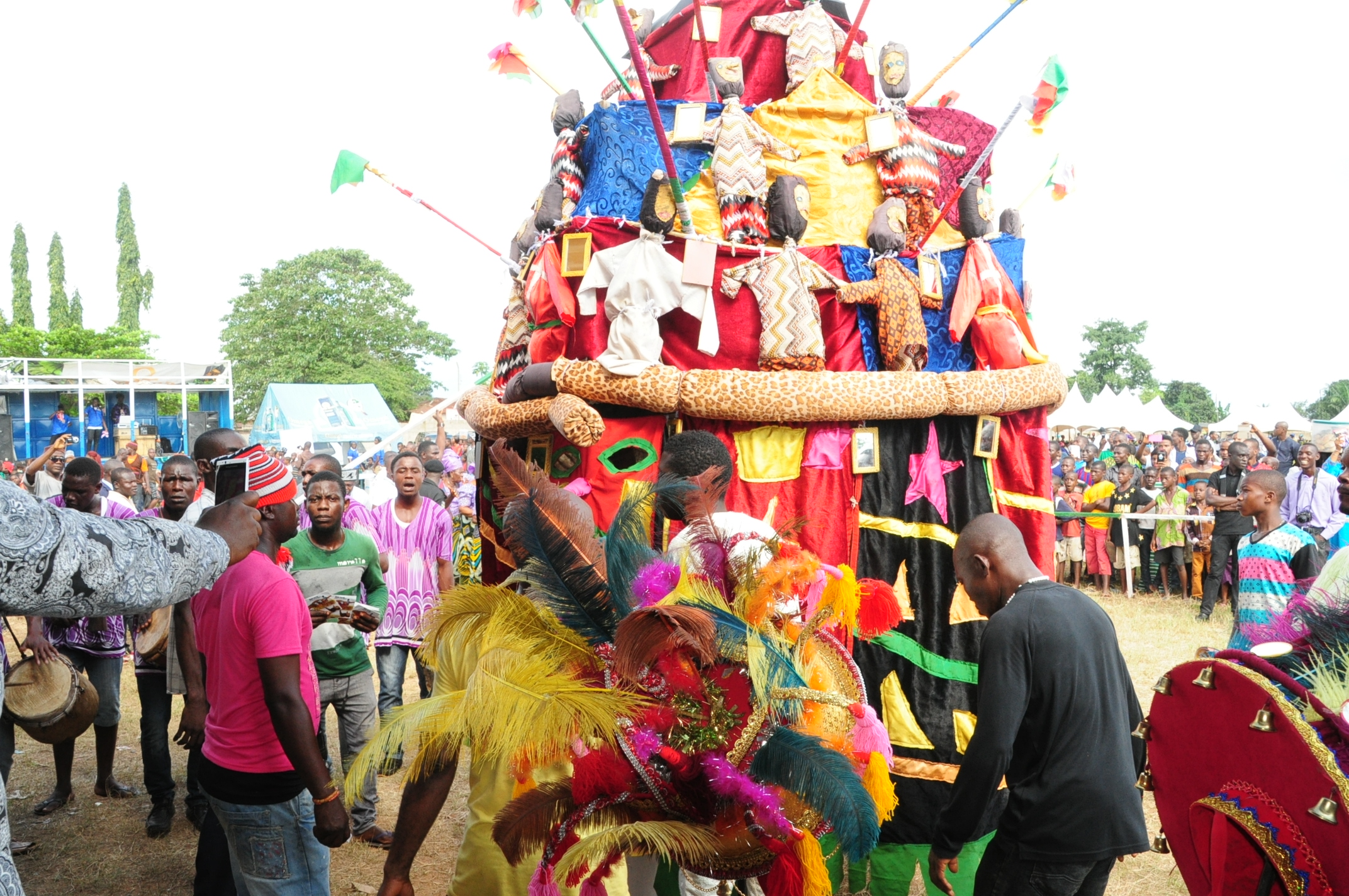
Ijele Maskerade

Der bedeutendste Maskentanz mit der größten Maske ist die 2009 in die UNESCO-Liste des immateriellen Kulturerbes der Menschheit aufgenommene Ijele-Maskerade für Bestattungen von Prominenten, Erntedankfeiern und andere herausragende Ereignisse. Die Masken bei den Igbo-Maskentänzen heißen allgemein mmanwu (auch mmonwu). Sie werden in mehrere Familien eingeteilt und stellen durch Besonderheiten bei Kopfputz und Kostüm einen individuellen Charakter dar. Auch wenn Maskentänze primär der Unterhaltung dienen, haben sie eine gesellschaftliche und religiöse Funktion für die Gemeinschaft. Die Maskerade und ihre Begleitmusik müssen aufeinander abgestimmt sein. So repräsentiert die unkontrolliert herumspringende Anuka-Maske in der Gestalt eines Bullenkopfes mit Hörnern und hervorquellenden Augen die Kraft und Unruhe der Jugend. Zu ihrer rhythmischen Begleitung benötigt sie die Doppelglocke ogene, der ähnliche symbolische Eigenschaften zugesprochen werden. Die von einer oja und Trommeln begleitete Ugo-Maske stellt einen Adler dar, der aber kein gewöhnlicher Raubvogel ist, sondern mit majestätischer Stärke, Besonderheit und Führungskraft assoziiert wird.

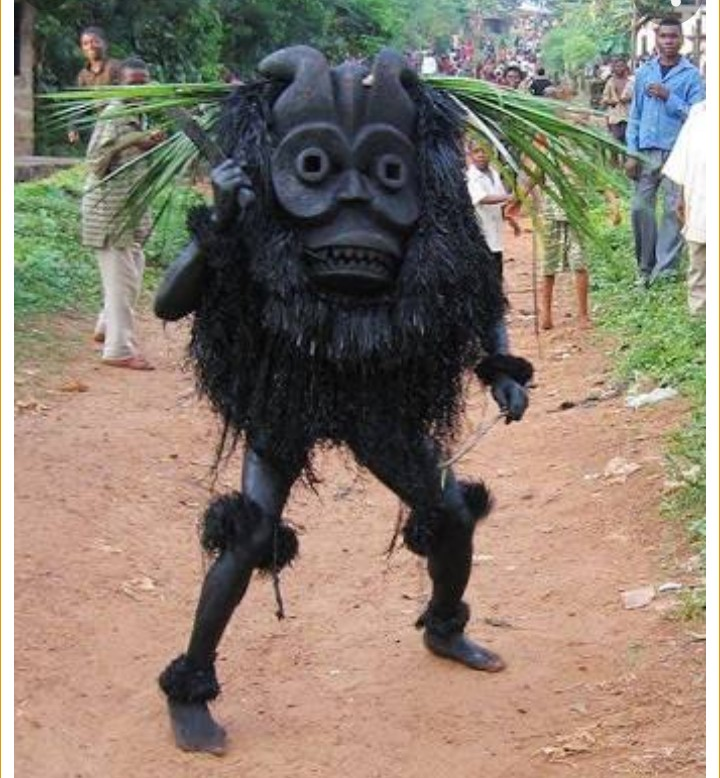
Einen der Ahnen repräsentierenden Maskentänzer der Igbo

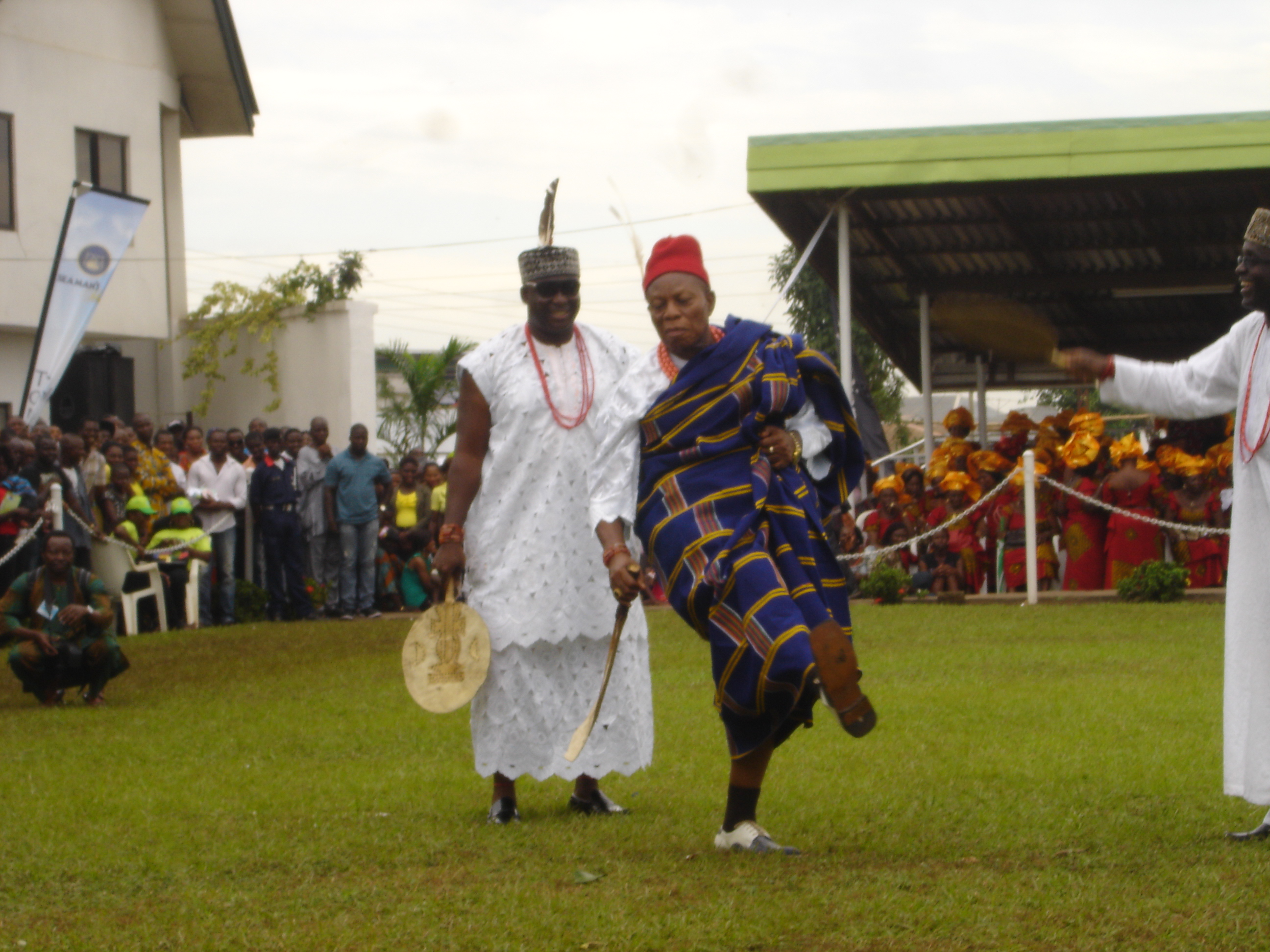
Ahnenverehrungstanz egwu ota in Onitsha, 2004

Die Igbo um die Städte Asaba und Onitsha pflegen einen als egwu ota bekannten Ahnenverehrungstanz, der zu einer alten königlichen Tanztradition gehört und deshalb ein hohes Ansehen genießt. Ota bedeutet „Ahnen“ oder „König“ und egwu ota heißen auch die „Trommeln des Königs“ (obi). Die egwu ota-Trommeln wurden früher im königlichen Palast aufbewahrt und nur für königliche Zeremonien herausgeholt. Der Flötenspieler „spricht“ mit nur für diesen Kult bestimmten melodischen Phrasen mit den Ahnengeistern. Ursprünglich war egwu ota ein sakraler Tanz, der im Lauf der Zeit zu einem säkularen Zeremonialtanz bei Begräbnissen von Häuptlingen und anderen Würdenträgern wurde. Aus der Flötenmusik für den spirituellen Ahnenkult wurde eine Zeremonialmusik für den weltlichen Herrscher. Die Musik für die Tanzaufführung besteht aus der Doppelglocke ogene, rhythmisch ergänzt um drei lange einfellige Zylindertrommeln egede, die aus einem ausgehöhlten Baumstamm bestehen. Die dritte musikalische Einheit bildet das Spiel der oja. An den Gruppentänzen dürfen sich nur Verwandte und Freunde des Verstorbenen beteiligen. Mit der Flöte, dem einzigen Melodieinstrument, können die Teilnehmer ihre Gefühle ausdrücken, während die Doppelglocke das Tempo der Tanzschritte kontrolliert und die Trommeln gleichbleibende rhythmische Muster beisteuern.
Bei Maskentänzen der Igbo gehören die von den Ahnengeistern besessenen Akteure – Tänzer und Flötenspieler – zu den Dorfältesten und werden egwugwu genannt. Die egwugwu tragen Masken, die verschiedene Ahnen repräsentieren. International bekannt wurde dieser Kult der Ahnenverehrung durch den Roman Things Fall Apart von 1958 des nigerianischen Schriftstellers Chinua Achebe. Die Hauptfigur, ein wohlhabender Mann mit einer großen Familie, agiert als egwugwu. Er ist einer von neun egwugwu, von denen jeder das zu seinem Clan gehörende Dorf repräsentiert. Die Dörfer gehen auf die neun Söhne des Urvaters dieses Clans zurück. Die neun Männer lenken die Geschicke ihrer Dörfer, über die sie als Richter Recht sprechen. Dazu heißt es in einer Episode, dass sich die neun egwugwu zur Beratschlagung in einem Haus versammeln, wo sie für eine lange Zeit schweigen. Als dann die Metallglocken ertönen und die Flöte geblasen wird, sind die Ahnengeister erschienen, die Männer verabschieden sich und finden sich anschließend auf dem Festplatz (ilo) des Dorfes wieder ein.
Bei der Aufführung eines Igbo-Maskentanzes kündigen Doppelglocken ogene und Flöten im Dialog den Auftritt der egwugwe an. Die Musikinstrumente begrüßen und preisen die Ahnengeister. Den Maskentänzen kommt eine große kulturelle Bedeutung zu, und eines der Gesetze, bei deren Verstoß die gesamte Dorfgemeinschaft sanktioniert wird, besteht aus dem Verbot, einem egwugwu in der Öffentlichkeit die Maske abzureißen, wie Achebe in seinem Roman schildert.
Die oja wird auch zur reinen Unterhaltung gespielt. Bei Achebe vergnügt sich der Vater der Hauptfigur mit Gesang und dem Spiel der Flöte. Während zwei bis drei Monaten nach der Erntezeit wird der Vater mit anderen Musikern zu Auftritten in die Nachbardörfer eingeladen. Selbst als er, dem Tod geweiht, im Wald zurückgelassen wird, hat er seine Flöte bei sich.